# Міста провінційного підпорядкування Республіки Китай
Міста провінційного підпорядкування ((кит. трад.: 市; піньїнь: shì; певедзі: chhī), «ші») — міста Республіки Китай, адміністративні одиниці другого рівня. У Китайській республіці існує три міста центрального підпорядкування. Історично підпорядковані провінціям, а з 1998 року — центральній вдаді.

## Список міст
| Назва   | Засновано  | Уряд               | Мер               | Міська рада        | Герб | Китайська писемність | площа (км²) | населення (чол.) |
| ------- | ---------- | ------------------ | ----------------- | ------------------ | ---- | -------------------- | ----------- | ---------------- |
| Синьчжу | 1982-07-01 | Уряд міста Синьчжу | Мер міста Синьчжу | Рада міста Синьчжу |      | 新竹市               | 104,1526    | 415 344          |
| Цзілун  | 1945-10-25 | Уряд міста Цзілун  | Мер міста Цзілун  | Рада міста Цзілун  |      | 基隆市               | 132,7589    | 384 134          |
| Цзяї    | 1982-07-01 | Уряд міста Цзяї    | Мер міста Цзяї    | Рада міста Цзяї    |      | 嘉義市               | 60,0256     | 272 390          |